# La sageta del temps
"La sageta del temps" (títol original en anglès "Time Arrow") és el 26è i últim episodi de la cinquena temporada, i el 126è de tota la sèrie, alhora que el primer de la sisena temporada, i el 127è de tota la sèrie, de la sèrie de televisió de ciència-ficció estatunidenca Star Trek: La nova generació. La primera part es va emetre originalment el 15 de juny de 1992 i la segona el 21 de setembre de 1992 en redifusió als Estats Units. L'episodi va ser escrit per Joe Menosky en base a un guió dissenyat per ell mateix amb Michael Piller (Part I) i Jeri Taylor (Part II). Fou dirigit per Les Landau
Ambientada al segle XXIV, la sèrie segueix les aventures de la tripulació de la nau de la Flota Estel·lar de la Federació Enterprise-D sota el comandament del capità Jean-Luc Picard. En aquest episodi, un equip d'enginyers troba proves que els extraterrestres van visitar la Terra al San Francisco del segle XIX: el cap tallat de Data, enterrat fa cinc-cents anys.
La segona part de l'episodi va ser nominada a tres Primetime Creative Arts Emmy Awards, guanyant el premi al Assoliment Individual Destacat en Perruqueria per a una Sèrie.

## Argument

### Part I
L' Enterprise és cridada a la Terra després de trobar proves d'extraterrestres al planeta 500 anys abans. Una caverna prop de la seu de la Flota Estel·lar a San Francisco conté relíquies del segle XIX i el cap desencarnat del comandant Data. La investigació revela fòssils cel·lulars nadius del planeta Devidia II, cosa que indica que una raça de metamorfs va visitar el passat de la Terra. L' Enterprise viatja a Devidia II, portant el segon cap de Data. Es descobreix una pertorbació temporal al planeta. Tot i que no hi ha formes de vida visibles, Deanna Troi sent la presència d'humans que pateixen. La tripulació determina que els extraterrestres estan lleugerament desfasats amb el temps. Data observa que el seu cos d'androide té un discriminador de fase que li permetria veure els extraterrestres. El Capità Picard li permet de mala gana unir-se a l'equip visitant. Dins d'una caverna, Data, en fase amb els extraterrestres, els descriu. Estan absorbint fils de llum d'un dispositiu al centre de la caverna, que per altra banda semblen benignes. Quan dos extraterrestres entren en un portal temporal, Data és atret. Es troba a San Francisco, Califòrnia, el 1893.
Necessitant diners, Data guanya una quantitat considerable en una partida de pòquer. S'allotja en un hotel local, fent-se amic del grum (el futur autor Jack London). Afirmant ser un inventor francès, Data recluta London per adquirir subministraments del segle XIX amb el pretext de construir un motor de combustió interna. En realitat, Data està creant un detector per localitzar els extraterrestres. Data veu una foto de la cambrera de l' "Enterprise" Guinan en un diari i va a una recepció que se li fa. Creient que ella també ha viatjat des del futur, Data s'acosta a la Guinan, que està conversant amb Samuel Clemens (Mark Twain). Data se sorprèn quan ella no el reconeix, cosa que desperta la curiositat de Clemens. Mentre parlen en privat, Data s'adona que la Guinan és en realitat nativa d'aquest període i que encara no ha conegut la tripulació de l' "Enterprise" del segle XXIV. Data explica en privat la seva situació, sense saber que Clemens està escoltant d'amagat. Clemens es decidit a descobrir la veritat sobre els dos.
Mentrestant, al segle XXIV, la tripulació de l' "Enterprise" construeix un discriminador de fase que els permet veure els extraterrestres i tornar enrere en el temps per rescatar Data. La Guinan convenç en Picard que ha d'unir-se a la missió imminent, advertint-li que si no, potser no es trobaran mai. L'equip activa el discriminador de fase i veu els extraterrestres. Els fils de llum són forces vitals humanes en el moment de la mort que els extraterrestres consumeixen. Picard, Will Riker, Geordi La Forge, Troi i la Dra. Beverly Crusher entren al portal del temps per intentar aturar els extraterrestres.

### Part II
Arribant a San Francisco el 1893, l'equip visitant busca Data i investiga un brot de còlera. La Dra. Crusher creu que els metamorfs extraterrestres utilitzen l'epidèmia per emmascarar els seus humans caçats per ingerir la seva força vital. L'equip es troba amb dos metamorfs en un hospital. Quan s'hi enfronten, els extraterrestres escapen, cosa que alerta Data de la seva ubicació i el reuneix amb l'equip visitant. Perseguen els extraterrestres fins a la caverna prop de San Francisco, seguits per Guinan i Clemens. El dispositiu semblant a un bastó dels extraterrestres obre un portal del temps de tornada al futur Devidia II. Mentre lluita pel dispositiu, el cap de Data es desprèn del seu cos. L'equip visitant segueix un extraterrestre al futur, portant el cos sense cap de Data i el bastó. Clemens segueix espontàniament els altres fins al segle XXIV, mentre que Picard es queda enrere, cuidant de Guinan ferida. El metamorf moribund li diu a Picard que la Terra del segle XIX estaria en perill si el món dels alienígenes del segle XXIV fos atacat, a causa de l'amplificació de l'efecte de canvi temporal. Per enviar un avís al futur, Picard col·loca llimadures de ferro amb un missatge binari a la memòria estàtica del cap de Data.
Al segle XXIV, Geordi La Forge torna a enganxar el cap de Data de 500 anys al seu cos. Un cop conscient, Data descobreix el missatge de Picard i ell i Geordi dissenyen una solució: utilitzar un torpede de fotons en fase amb l'hàbitat alienígena negaran la perillosa amplificació del canvi temporal. El dispositiu de bastó que obre el portal només permetrà que una persona viatgi al segle XIX i intercanviï llocs amb Picard. Clemens torna al seu temps natal. Picard deixa Guinan a càrrec de Clemens i li demana que pagui els deutes del segle XIX de l'equip visitant. Picard lamenta no haver tingut l'oportunitat de conèixer millor Clemens. L'autor diu que qui és està escrit als seus llibres. Picard torna al futur i és transportat sa i estalvi a bord de l'Enterprise abans que dispari els torpedes en fase temporal, destruint l'hàbitat alienígena. Picard es retroba amb Guinan.

## Repartiment i doblatge al català
La sèrie va ser doblada al català pels estudis Tramontana (primera part) i Soundtrack (segona part) i emesa a TV3 l’any 1991. Els dobladors de l'episodi foren:
| Personatge               | Actor/actriu     | Veu en català            |
| ------------------------ | ---------------- | ------------------------ |
| Jean-Luc Picard          | Patrick Stewart  | Joan Crosas              |
| William Riker            | Jonathan Frakes  | Antoni Forteza           |
| Data                     | Brent Spinner    | Joaquim Sota             |
| Geordi La Forge          | LeVar Burton     | Aleix Estadella          |
| Worf                     | Michael Dorn     | Enric Arquimbau          |
| Beverly Crusher          | Gates McFadden   | Aurora Garcia            |
| Deanna Troi              | Marina Sirtis    | Victòria Pagès           |
| Samuel Clemens           | Jerry Hardin     | Jordi Vilaseca           |
| Jack London              | Michael Aron     | Francesc Figuerola       |
| Sra Carmichael           | Pamela Kosh      | marta Martorell          |
| Reporter                 | Alexander Enberg | Raúl Llorens             |
| Policia de San Francisco | William Boyett   | Jaume Villanueva         |
| Guinan                   | Whoopi Goldberg  | Montserrat García Sagués |
| Frederick LaRouque       | Marc Alaimo      | Toni Moreno              |
| Porter                   | Barry Kivel      | Amadeu Aguado            |
| Científic                | Milt Tarver      | Gal Soler                |

## Producció
Originalment no hi havia plans per acabar la cinquena temporada amb un altre final en suspens, però amb el proper llançament de la sèrie derivada Star Trek: Deep Space Nine, Star Trek: La nova generació corria el perill de perdre massa atenció i van sorgir rumors que la sèrie podria ser cancel·lada. Per tant, Rick Berman i Michael Piller volien fer una declaració amb un altre episodi doble intertemporal per demostrar que la sèrie encara era viva. Des de relativament aviat va quedar clar que Data seria el centre de la història. Se suposava que l'havien de deixar sol en un planeta alienígena durant un període de temps prolongat. Finalment es va convertir en una història de viatges en el temps perquè necessitaven una raó per la qual l' "Enterprise" no va acudir en la seva ajuda. Es van considerar diversos períodes de temps, com ara les dècades del 1930, del 1960 i del 1990. Aquest últim va ser descartat ràpidament, ja que un viatge en el temps fins al present de producció d'aleshores ja s'havia mostrat a la pel·lícula de 1986 Star Trek 4: Missió salvar la Terra. Finalment, Rick Berman va tenir la idea que Data podria conèixer Mark Twain, establint així finals del segle XIX com el període de temps. Joe Menosky va suggerir incloure Guinan, cosa que va ser acceptada amb entusiasme per Michael Piller.
Jeri Taylor va tenir dificultats per escriure el guió de la segona part, ja que la resolució de la història encara estava completament oberta durant el desenvolupament de la primera part. Un dels principals problemes de la primera part va ser l'ús excessiu de tecnoxerrameca, i va decidir reduir-ho significativament a la segona part.
Per representar l'antic San Francisco, els exteriors de la primera part es van filmar a la Pico House i al carrer Olvera de Los Angeles. A la segona part, es va utilitzar la pel·lícula New York Streets ambientada als estudis Paramount.

## Recepció

### Resposta de la crítica
El setembre de 1992, escrivint per al Deseret News, Scott D. Pierce que, com a editor de televisió del diari, havia vist prèviament l'episodi, va dir als seus lectors que trobarien la conclusió "fresca i intrigant".
Keith DeCandido va qualificar la primera part de l'episodi el 2012 a tor.com el 2012 com un episodi lleugerament per sota de la mitjana de "Star Trek: La nova generació". Va pensar que tenia molts bons moments, com ara converses interessants entre els personatges principals, la capacitat de Data per adaptar-se al segle XIX i la gran actuació de Jerry Hardin com a Samuel Clemens. En la seva opinió, però, falla perquè ajorna la resolució de totes les trames a la segona part i acaba en un suspens extremadament fluix. Una crítica menor va fer referència als decorats, que DeCandido va considerar que no s'assemblaven gens a San Francisco. DeCandido va qualificar la segona part com un episodi força deficient. Va descobrir que massa preguntes quedaven sense resposta i que hi havia massa moments inversemblants (Com van aconseguir Picard i els seus homes la feina i la roba al segle XIX? Com van aconseguir Guinan i Clemens entrar a la cova, tot i que era en terreny militar? Per què Clemens va explicar a un periodista la seva trobada amb viatgers del temps sense cap raó en particular? Com va poder Picard deixar un missatge força complex al cap de Data només amb un clau?). Va trobar que els devidians eren antagonistes febles i que les escenes còmicament intencionades amb la Sra. Carmichael eren força infructuoses.
El 2013, "La sageta del temps" va rebre un gran reconeixement dins dels 725 episodis, al llarg de 30 temporades, de les sis sèries de televisió emeses aleshores de la franquícia Star Trek, quan Slate de Matthew Yglesias el va considerar com un dels deu millors episodis en general.
El 2016, coincidint amb el 50è aniversari de el primer episodi de la història de la franquícia «Star Trek», «La sageta del temps» va rebre un gran reconeixement dins del conjunt de 725 episodis en 30 temporades de les sis primeres sèries de televisió de la franquícia emeses aleshores, alhora que Empire el classificava com el 32è millor episodi de televisió de Star Trek,, i Syfy Wire el va classificar com el novè millor que implica viatges en el temps.
El 2017, Variety va classificar l'episodi de dues parts com el setè millor episodi de Star Trek: La nova generació.
El 2018, CBR va classificar aquest com el 20è millor episodi de temàtica de viatges dins del conjunt de 768 episodis (fins a l'episodi de la temporada 1 de Star Trek: Short Treks "Calypso", en 32 temporades, de les vuit sèries de televisió emeses aleshores a la franquícia.
El 2019, Nerdist va classificar Mark Twain (Samuel Clemens) com un dels set millors viatgers en el temps dins del conjunt de 768 episodis (a partir de l'episodi de la segona temporada de Star Trek: Discovery "The Red Angel"), durant 33 temporades de la franquícia. Assenyalen que quan el porten al futur, s'alegra que no hi hagi pobresa, guerra ni prejudicis.
El 2020, Syfy Wire va assenyalar en aquest episodi la relació entre Picard i Data, mostrant en particular que Picard és reticent a arriscar a qui anomena el seu "millor amic robot". Assenyalen que l'episodi comença amb la sorprenent descoberta del cap de Data a la Terra, cosa que provoca una certa preocupació entre la tripulació que Data mori d'alguna manera a la Terra antiga, deixant que el seu cap tallat sigui descobert al segle XXIV.

### Premis
La segona part de l'episodi va ser nominada a tres Primetime Creative Arts Emmy Awards, guanyant-ne dos:
| Any  | Premi                    | Categoria                                                                | Nominat | Episodi                        | Resultat  | Ref(s)                      |
| ---- | ------------------------ | ------------------------------------------------------------------------ | --- | ------------------------------ | --------- | --------------------------- |
| 1993 | Creative Arts Emmy Award | Assoliment individual destacat en el disseny de vestuari per a una sèrie | Robert Blackman | "La sageta del temps, Part II" | Guanyador | [ 18 ] [ 19 ]               |
| 1993 | Creative Arts Emmy Award | Assoliment individual destacat en perruqueria per a una sèrie            | Joy Zapata, Candace Neal, Patricia Miller, Laura Connolly, Richard Sabre, Julia L. Walker, Josée Normand                  | "La sageta del temps, Part II" | Guanyador | [ 18 ] [ 20 ] [ 21 ] [ 22 ] |
| 1993 | Creative Arts Emmy Award | Assoliment individual en l'edició de so per a una sèrie                  | Bill Wistrom, James Wolvington, Miguel Rivera, Masanobu 'Tomi' Tomita, Guy Tsujimoto, Jeff Gersh, Dan Yale, Gerry Sackman | "La sageta del temps, Part II" | Nominat   | [ 18 ] [ 23 ]               |

### Resposta científica
Al seu llibre Time Travel (2013), David Wittenberg va escriure favorablement sobre la representació de la lògica del viatge en el temps a l'episodi, afirmant que "és conscient i respectuosa amb... la teoria física, oferint un bucle de viatge en el temps en què l'ordre causal no es veu alterat... no es produeixen paradoxes estrictament lògiques".

## Paròdies i al·lusions
A l'episodi 19è de la tercera temporada ("Roswell That Ends Well") de la sèrie animada del 2001 "Futurama" hi ha una referència a "La sageta del temps". Similar al cap de Data, el cap del robot Bender està enterrat durant diversos segles i només es retroba amb el seu cos després d'un viatge a través del temps.

## Llançament
"La sageta del temps, Part I" i "La sageta del temps, Part II" es van publicar a LaserDisc al Regne Unit el novembre de 1996. El disc òptic en format PAL tenia una durada de 88 minuts utilitzant les dues cares del disc, incloent-hi les dues parts (CLV). El disc òptic de 12 polzades es venia per 19,99 £ quan va sortir.
"La sageta del temps, Part I" es va llançar als Estats Units el 5 de novembre de 2002, com a part del conjunt de DVD de la cinquena temporada. El llançament en Blu-ray de la primera part als Estats Units va ser el 18 de novembre de 2013, seguit del Regne Unit l'endemà, 19 de novembre de 2013.